# گمینا کراسنه (استان ماسوویان)
گمینا کراسنه (استان ماسوویان) (به لهستانی:  Gmina Krasne) یک گمینا در لهستان است که در شهرستان پژاسنش واقع شده‌است. گمینا کراسنه ۱۰۰٫۹۴ کیلومتر مربع مساحت و ۳٬۷۸۳ نفر جمعیت دارد.